# John Ellis (naturforskare)
John Ellis, född omkring 1710, död den 15 oktober 1776, var en brittisk naturforskare, botaniker och köpman (handlande i lin).
Ellis specialiserade sig på studiet av koraller. Han invaldes som ledamot av Royal Society 1754 och följande år publicerade han en essay med titeln Natural History of the Corallines. Ellis tilldelades den prestigefyllda utmärkelsen Copleymedaljen 1767. Hans A Natural History of Many Uncommon and Curious Zoophytes, skriven tillsammans med Daniel Solander, utgavs postumt 1776. Ellis importerade många frön och plantor till England från Amerika, och korresponderade med många erkända botaniker, bland dem Carl von Linné.